# لوفتهانزا الرحلة 649
لوفتهانزا الرحلة 649 هي رحلة طيران من طوكيو إلي فرانكفورت عبر هونغ كونغ وبانكوك ونيودلهي وأثينا بين يومي 22-23 فبراير 1972 وتحمل علي متنها 177 راكبا و15 من أفراد الطاقم وكانت من طراز بوينغ 747-200 وعندما اختطفت حول مسارها نحو مطار عدن الدولي ، عدن , اليمن للمساعدة وأخراج الركاب بسلام من طائرة جامبو جيت الألمانية ونجا جميع الركاب والطاقم البالغ عددهم 192 شخصا.